# Sinemorets
Sinémorèts (bulgare : Синеморец) est un village situé dans le sud-est de la Bulgarie, sur la rive ouest de la mer Noire.

## Géographie

### Géographie physique
Sinémorèts est situé dans l'est de la Bulgarie, à 460 km à l'est-sud-est de la capitale Sofia et à 82 km au sud-est de la capitale régionale Bourgas. Il fait partie de la commune de commune de Tsarèvo

## Géographie humaine
| 1926 | 1934 | 1946 | 1956 | 1965 | 1975 | 1985 | 1992 | 2001 |
| ---- | ---- | ---- | ---- | ---- | ---- | ---- | ---- | ---- |
| -    | -    | -    | -    | -    | -    | -    | -    | -    |

| 2011 | 2021 | 2023 | - | - | - | - | - | - |
| ---- | ---- | ---- | - | - | - | - | - | - |
| -    | -    | 321  | - | - | - | - | - | - |

## Galerie

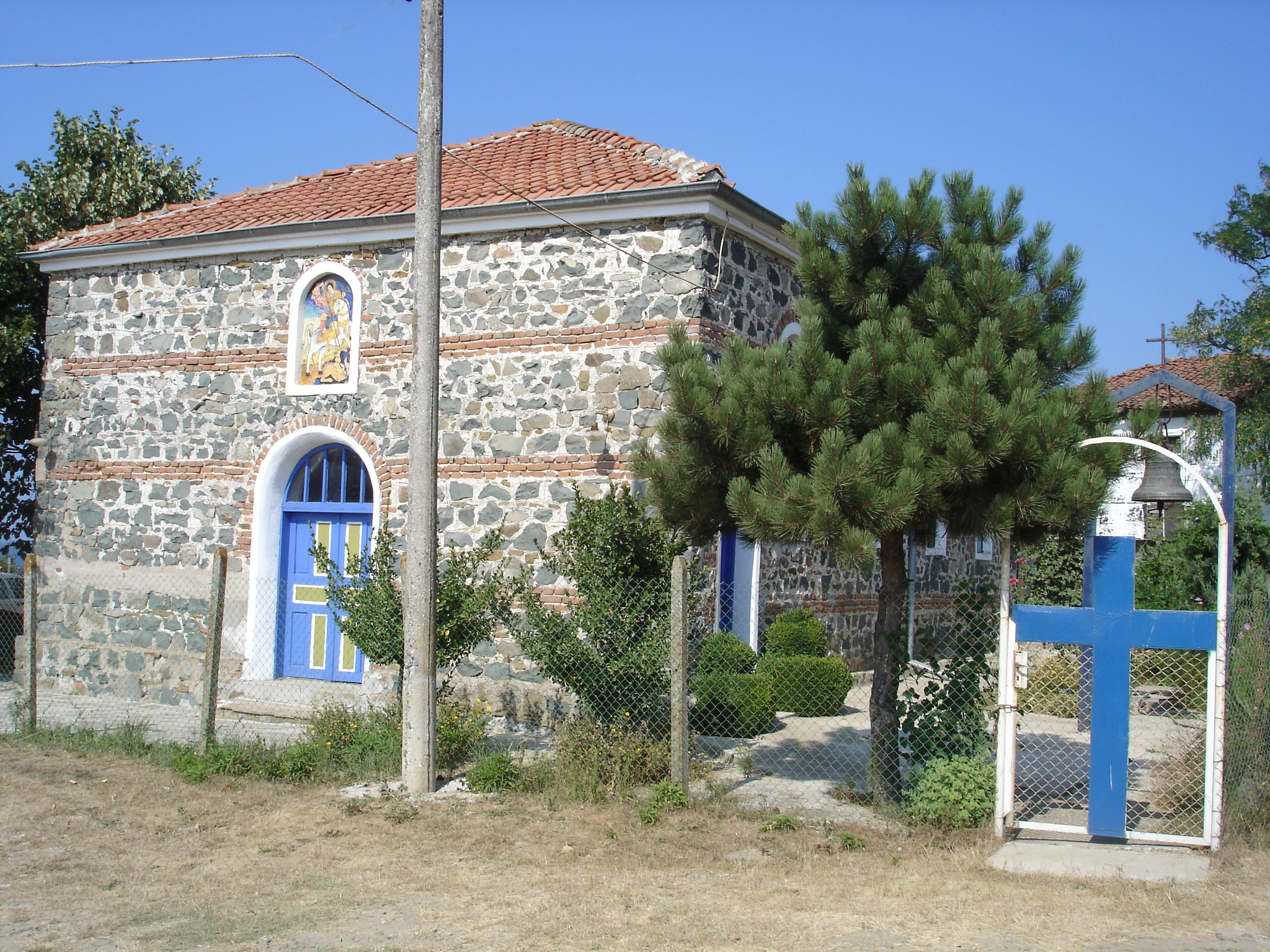
Chapelle
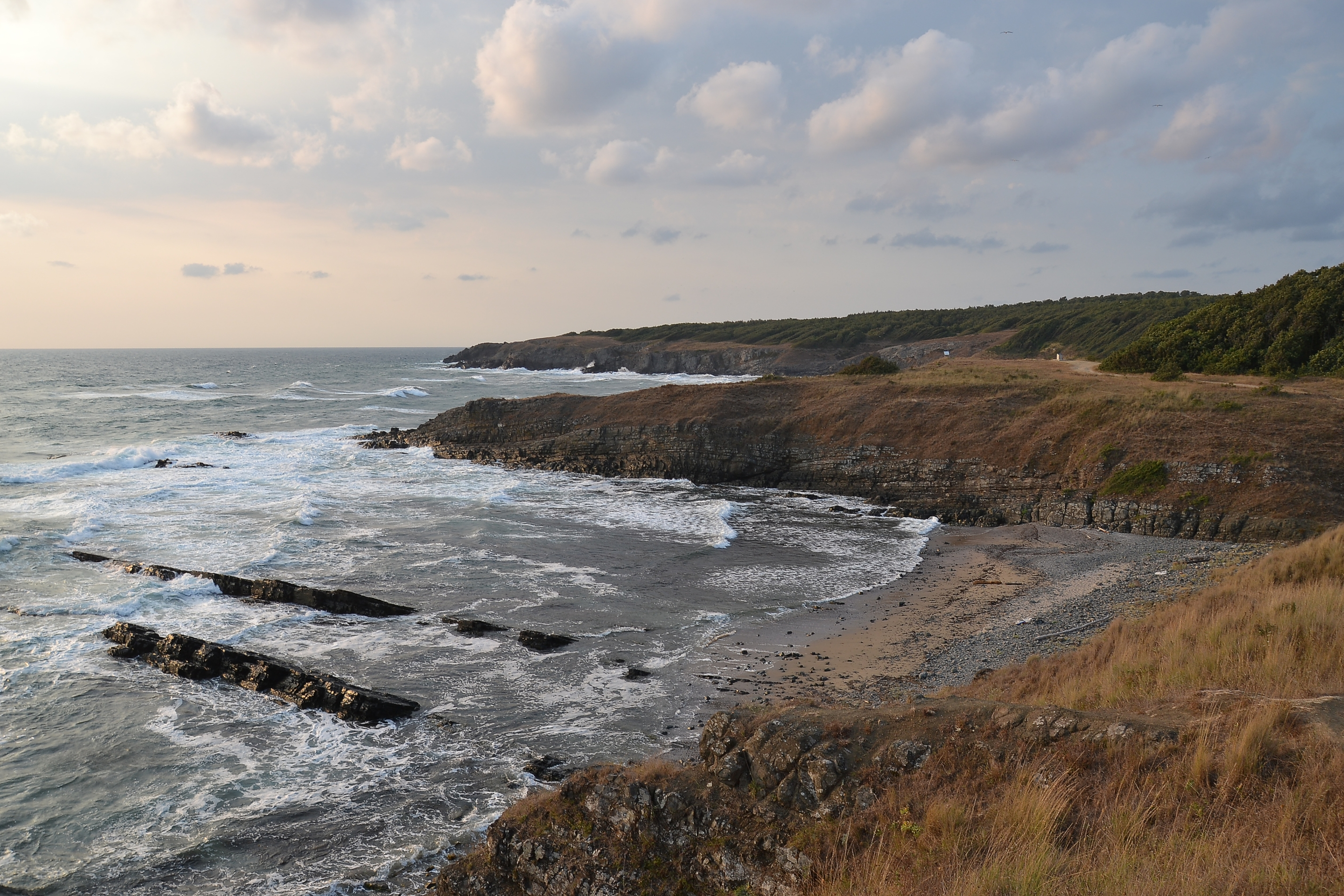
Les rochers